# تاكايوكي تادا
تاكايوكي تادا (باليابانية: 多田 高行) (7 أبريل 1988 في كاغاوا في اليابان – )؛ هو لاعب كرة قدم ياباني سابق كان يلعب كلاعب وسط.

## وصلات خارجية
- تاكايوكي تادا على موقع رابطة كرة القدم اليابانية للمحترفين (اليابانية)
- تاكايوكي تادا على موقع قاعدة بيانات كرة القدم.إي يو (الإنجليزية)
- تاكايوكي تادا على موقع Soccerway.com (الإنجليزية)
- تاكايوكي تادا على موقع عالم كرة القدم.نت (الإنجليزية)